# Cinema (architettura)

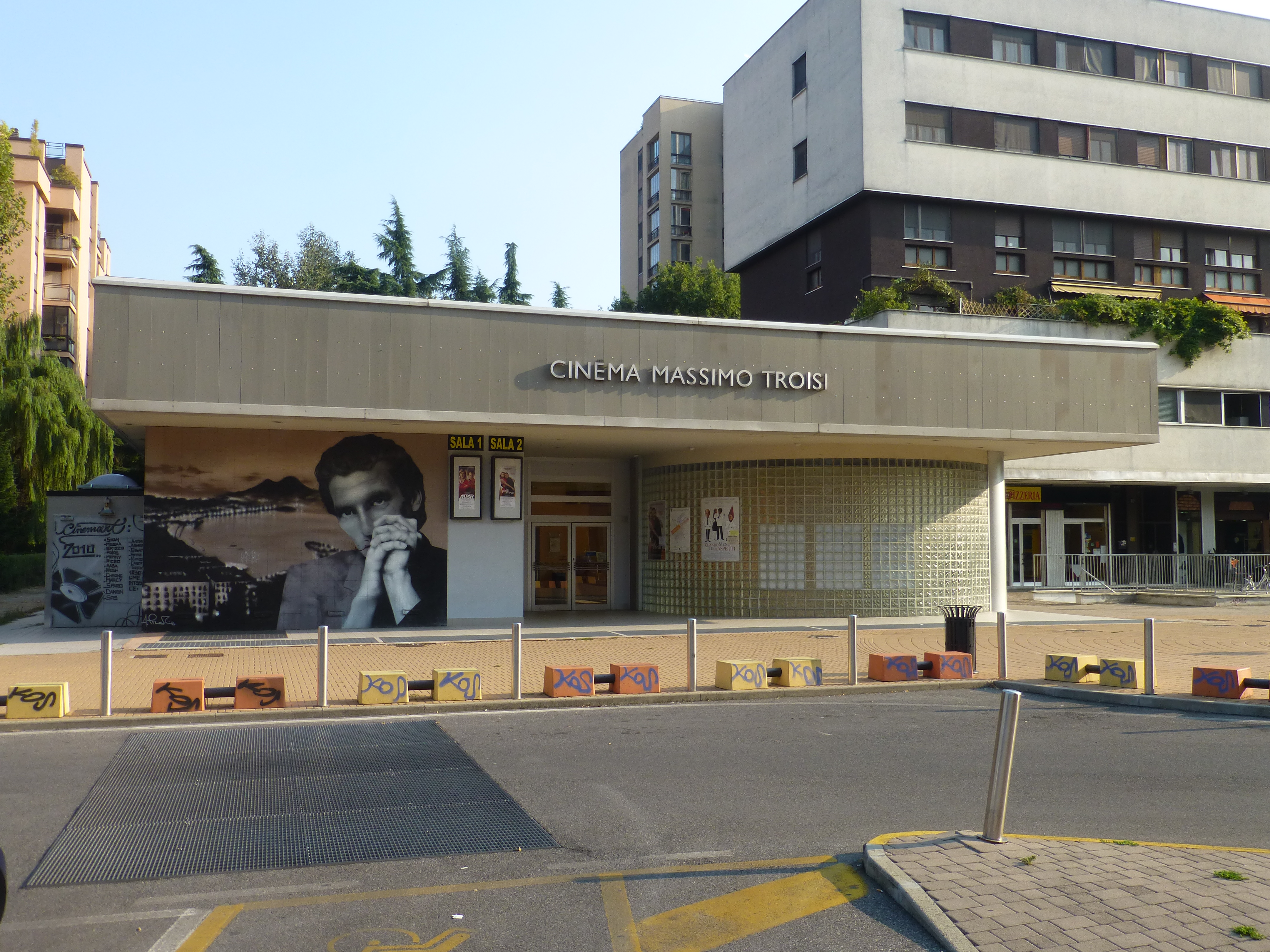
Cinema Massimo Troisi di San Donato Milanese

Il cinema (abbreviazione di cinematografo) è un luogo pubblico adibito alla proiezione e alla visione di opere cinematografiche. È quindi un luogo pubblico destinato all'intrattenimento.
Rispetto a quella che normalmente si ha nella propria abitazione, il cinema offre un'esperienza più intensa dell'opera cinematografica. Esiste quindi un mercato di film per il cinema la cui visione, per il grande pubblico, inizialmente è disponibile solo in tale luogo.

## Pubblico esercizio
Offrire la visione pubblica di opere cinematografiche è un pubblico esercizio. Normalmente tale attività è quindi soggetta a leggi dello Stato che possono riguardare gli ambiti più vari: dalla sicurezza del luogo, al pagamento dell'accesso alla visione pubblica. Tra le più importanti leggi riguardanti il pubblico, ci sono le leggi attinenti alla censura cinematografica. Vi possono essere infatti delle limitazioni per quanto riguarda l'accesso alla visione pubblica di un'opera cinematografica. Alcune opere cinematografiche possono essere giudicate adatte solo ad un pubblico adulto. Quindi ne può essere vietata la visione fino ad una certa età. In altri casi può essere consentita la visione solo se lo spettatore più giovane è accompagnato da un adulto. Altre leggi possono riguardare i fumatori. In Italia ad esempio, dal 1975, vige il divieto di fumo nelle sale cinematografiche pubbliche.

## Immagine e suono

Film in programma al cinema Quirinale a Roma 1985

Il cinema offre un'esperienza più intensa dell'opera cinematografica, rispetto a quella che normalmente si ha nella propria abitazione, principalmente perché offre un'immagine cinematografica molto più grande: fino a qualche decina di metri di larghezza. Per ottenere queste dimensioni dell'immagine cinematografica, normalmente nei cinema si usa la proiezione cinematografica. In particolare l'immagine cinematografica viene visualizzata sullo schermo cinematografico mediante uno o più proiettori cinematografici e lo schermo cinematografico è uno schermo per proiezioni. Un proiettore cinematografico in grado di visualizzare immagini cinematografiche di tali dimensioni, con una qualità soddisfacente, può costare anche centinaia di migliaia di Euro. Normalmente quindi, per le abitazioni private, ci si affida ad impianti home theater, molto più economici, ma in grado di offrire un'immagine cinematografica molto più piccola.
Per quanto riguarda il sonoro cinematografico, il discorso è diverso. Un ampio spazio necessita di elevata potenza acustica. Elevata qualità del suono, unita ad elevata potenza acustica, comporta, da un punto di vista economico, ingenti spese per l'impianto sonoro. La stanza di una normale abitazione privata necessita invece di una potenza acustica sensibilmente inferiore. Ottenere una elevata qualità del suono nella stanza di una normale abitazione privata comporta, da un punto di vista economico, una spesa sensibilmente inferiore. In altri termini, ottenere una buona qualità del suono in un piccolo ambiente è alla portata della maggior parte delle persone, se si considera i Paesi economicamente più sviluppati. Spesso il sonoro cinematografico è trascurato nei cinema. Perché l'esercente non può permettersi di investire ingenti somme di denaro in tale settore, oppure perché non lo ritiene importante. Almeno nei cinema più moderni, non è raro trovare una buona qualità del suono. È invece molto raro trovare un'eccellente qualità del suono anche nei cinema più moderni. Oltre a ingenti spese economiche, sono necessarie competenze tecniche non comuni.

## Distribuzione cinematografica
Normalmente l'esercente non acquista l'opera cinematografica. Acquista semplicemente, per un periodo di tempo, il diritto di mostrare in pubblico l'opera cinematografica. I produttori cinematografici, i quali detengono i diritti di sfruttamento commerciale dell'opera cinematografica, normalmente si affidano ai distributori cinematografici per vendere all'esercente il diritto di mostrare in pubblico l'opera cinematografica. Il distributore cinematografico non si occupa solo della vendita dei diritti. Realizza anche le copie dell'opera cinematografica e organizza il loro trasporto fino al cinema. Eventualmente si occupa anche del doppiaggio della colonna sonora dell'opera cinematografica. L'insieme di tali attività è chiamato "distribuzione cinematografica".

## Tipologie

### Cinema al chiuso

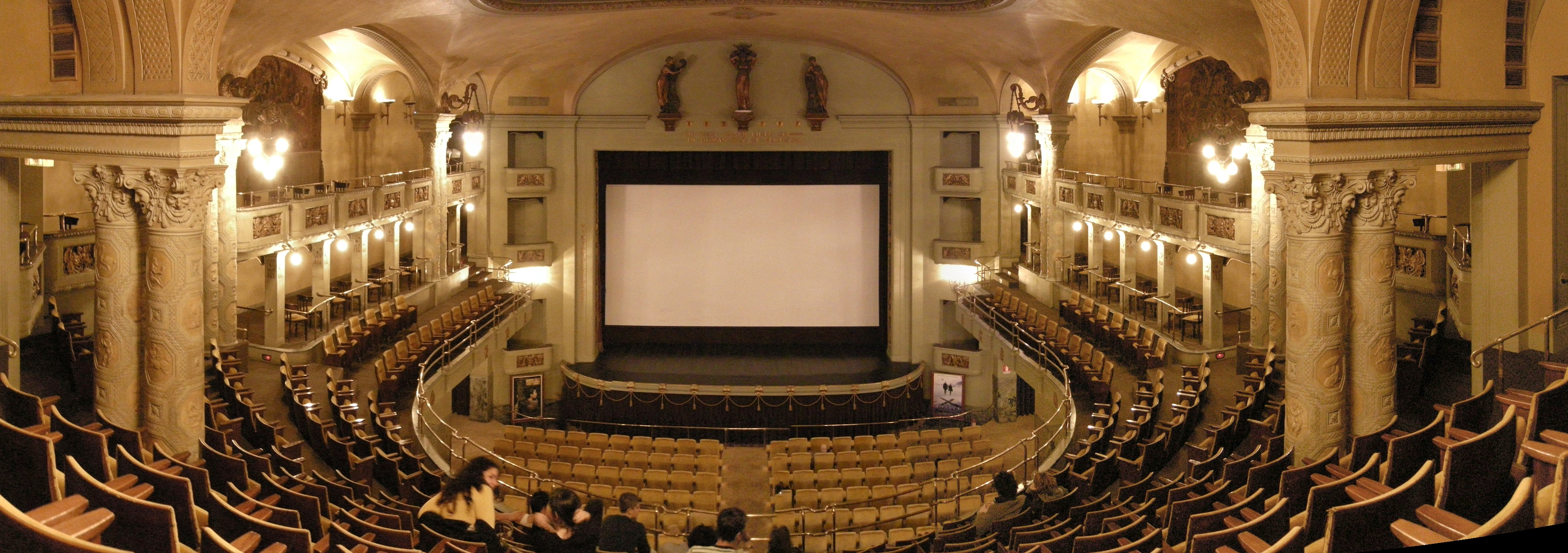
Sala cinematografica del cinema Odeon di Firenze

Il cinema al chiuso è costituito principalmente da un edificio. E può avere anche un'area non edificata. Ad esempio può avere un proprio piazzale (eventualmente destinato al parcheggio di veicoli). All'interno dell'edificio si trovano una o più sale cinematografiche, la biglietteria e i servizi igienici. Spesso sono presenti anche l'atrio (dove le persone attendono di entrare nella sala cinematografica) e il bar. La tipologia più classica di cinema al chiuso è quella con singola sala cinematografica caratterizzata da una platea e da una galleria (ed eventualmente da palchi). Negli ultimi anni però ha avuto molto successo il cinema multisala. Nella sala cinematografica è presente lo schermo cinematografico e delle poltroncine. Le poltroncine sono orientate verso lo schermo cinematografico e allineate in file poste ad altezza crescente (la fila più vicina allo schermo è quella ad altezza minore). In tal modo gli spettatori, seduti nelle poltroncine, hanno la visuale libera. Normalmente il cinema al chiuso è dotato di aria condizionata.

### Cinema all'aperto
D'estate sono frequenti i cinema all'aperto, dato che i cinema al chiuso sono considerati scomodi anche con l'aria condizionata. Soprattutto negli Stati Uniti è diffuso il cinema drive in, un cinema all'aperto nel quale si entra direttamente con la propria auto.

### Cinema multisala
Un cinema multisala è un cinema con più sale cinematografiche. Il cinema multisala non è un'innovazione recente, ma si è diffuso recentemente grazie alle nuove tecnologie. Per ovviare alla diminuzione di pubblico dovuta all'uso di home theater e alla richiesta di maggiore scelta, le vecchie sale sono state separate in più sale piccole, in ognuna delle quali si proietta una pellicola differente. Una trasformazione comune è stata quella di convertire la galleria in sala cinematografica separata.

### Cinema-teatro
Per cinema-teatro si intendono quei locali destinati ad essere utilizzati sia per rappresentazioni teatrali che per proiezioni cinematografiche.
Il fenomeno dei cinema-teatro in Italia è databile in un arco temporale che va dagli anni venti dello scorso secolo fino ad oltre gli anni cinquanta: a causa della crescente popolarità degli spettacoli cinematografici, i gestori delle sale teatrali minori si videro costretti, per alleviare i costi derivanti dall'allestimento degli spettacoli, a modificare i repertori e spesso a cambiare drasticamente le strutture per rispondere alla domanda del pubblico. Nonostante ancora oggi esistano strutture sostanzialmente adibite ad entrambe le attività, il fenomeno assunse una notevole rilevanza in quanto decretò una sostanziale trasformazione dell'impresa dell'intrattenimento.
I cinema-teatro rappresentarono un tentativo di adattamento dell'imprenditoria privata alle mutate esigenze degli utenti, sempre più numerosamente attratti dal cinema. Sono spesso indicati anche come cinema-varietà perché furono per primi i teatri di varietà a proporre, in concomitanza agli spettacoli, anche le proiezioni cinematografiche. Fu proprio in seguito a questa trasformazione delle sale che il varietà avviò il processo di trasformazione in avanspettacolo, proprio ad indicare che lo spettacolo precedeva una rappresentazione cinematografica.

## Cinema più piccolo del mondo

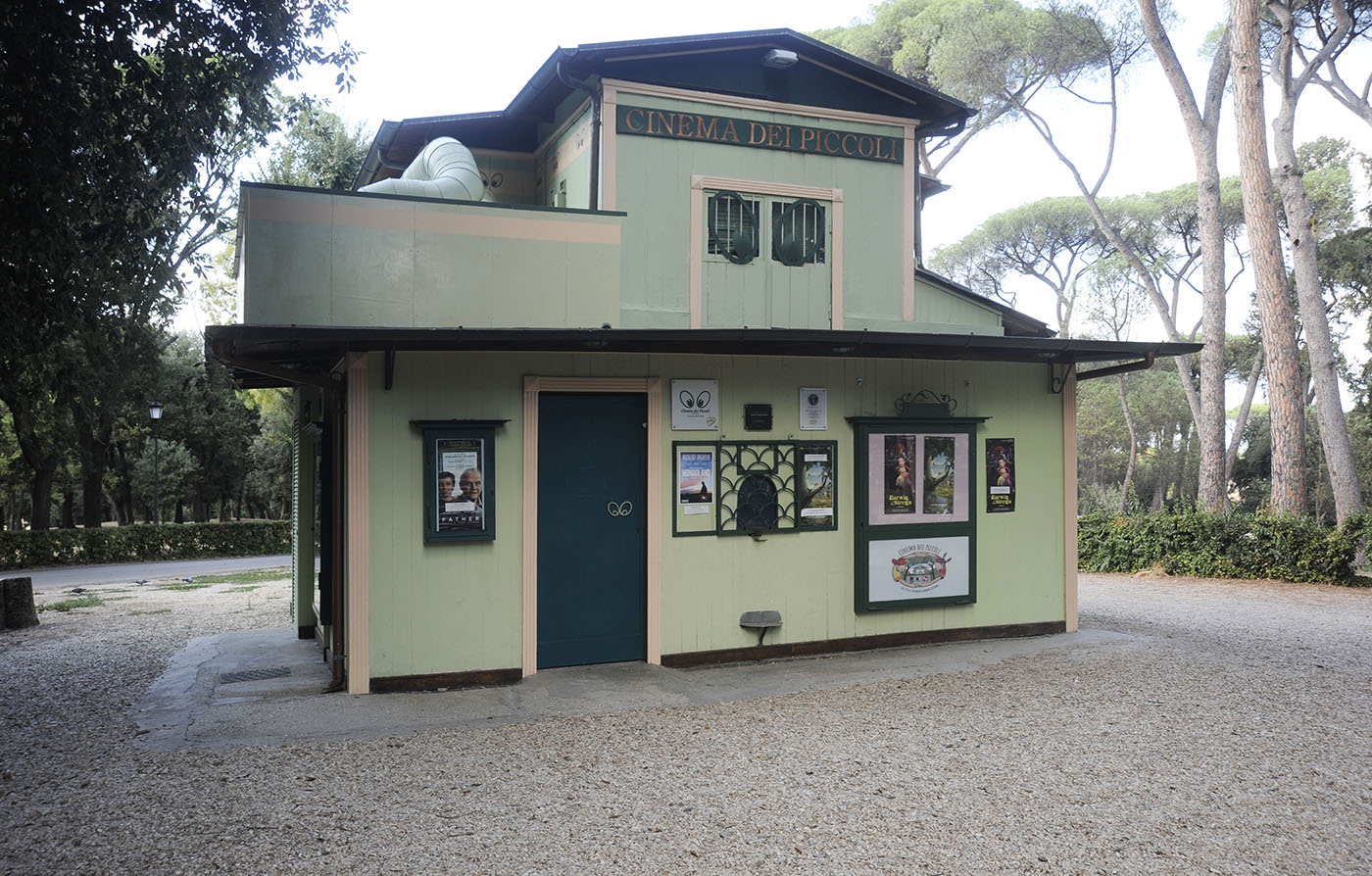
La sala Cinema dei Piccoli a Villa Borghese Roma

Il più piccolo cinema del mondo si trova in Italia: è il Cinema dei Piccoli che, con 63 posti a sedere, si trova nel parco di Villa Borghese, e risale al 1934. Fu realizzato da Alfredo Annibali ed oggi copre un'area di 71,52 m². In origine si chiamava Topolino. Restaurato nel 1991, dispone di uno schermo di 5 metri x 2.5 metri, suono stereofonico ed aria condizionata. È registrato ufficialmente nel Guinness dei primati.

## Cinema più antico d'Italia
Il cinema più antico d'Italia è il Cinema Sivori di Genova, attivo dal 1896 e stabilmente dal 1905 nato come sala per concerti.